# Addys Mercedes

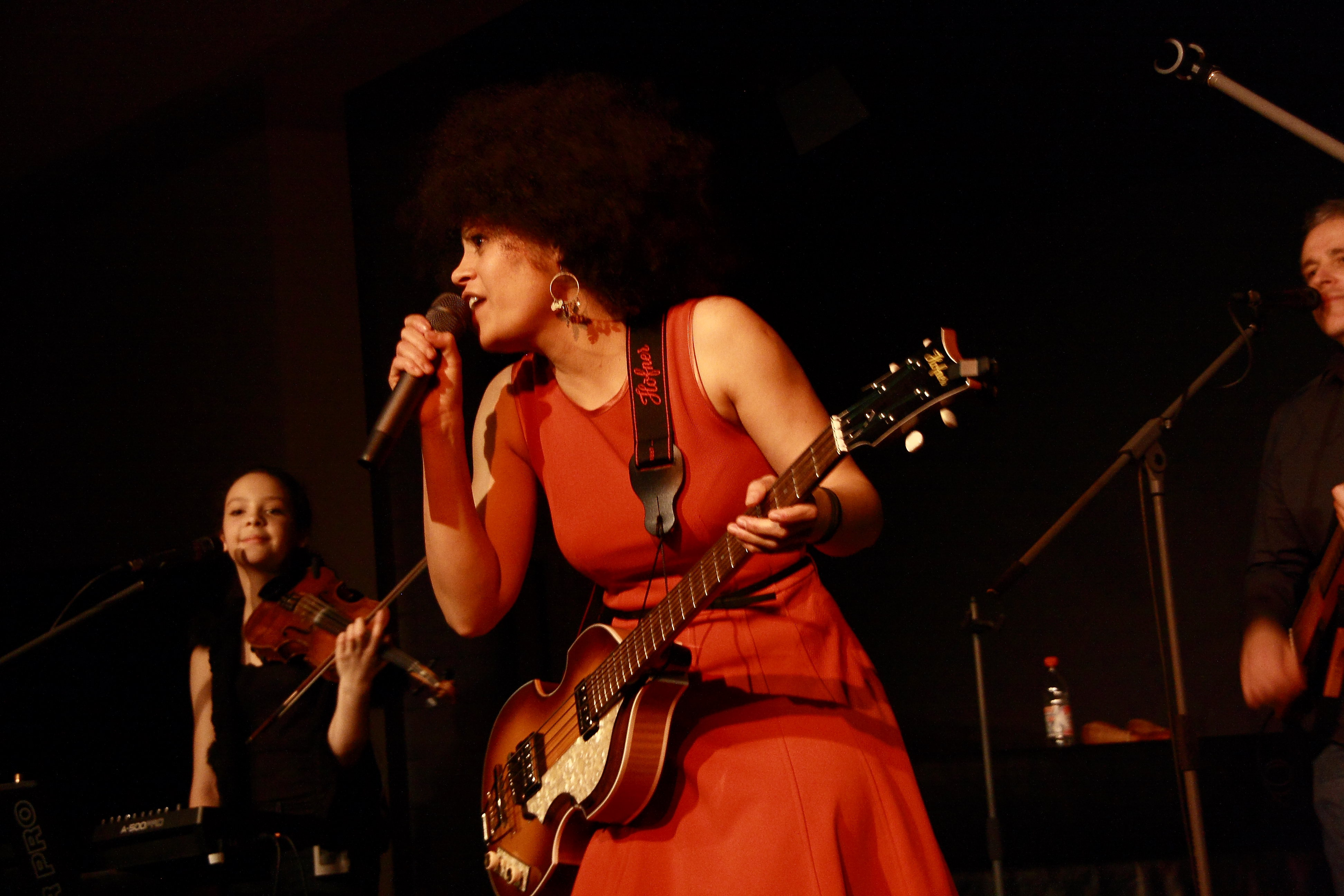
Addys Mercedes

Addys Mercedes is een Cubaanse zangeres en componist. Ze werd geboren in Moa (provincie Holguín), Cuba.

## Discografie

### Albums
- Mundo Nuevo (2001 Media Luna)
- Nomad (2003 Media Luna)
- Addys (2012 Media Luna)

### Singles & videos
- Mundo Nuevo (2001 Media Luna)
- Gitana Loca (2005 Media Luna)
- Esa Voz (2005 Media Luna)
- Sabado Roto (2011 Media Luna)
- Hollywood (2012 Media Luna)
- Gigolo (2012 Media Luna)

### Remixes
- Mundo Nuevo (Tony Brown - Media Luna)
- Gitanas Loca (Tony Brown - Media Luna)
- Esa Voz (4tune twins - Media Luna)
- Afro D' Mercedes (Andry Nalin - Media Luna)
- Oye Colombia (4tune twins - Media Luna)
- Cry It Out (Guido Craveiro - Media Luna)
- Cha Ka Cha (Ramon Zenker - Media Luna)